# Trigonectes strigabundus
Trigonectes strigabundus är en fiskart som beskrevs av Myers 1925. Trigonectes strigabundus ingår i släktet Trigonectes och familjen Rivulidae. Inga underarter finns listade i Catalogue of Life.